# Näskäjärvi
Näskäjärvi eller Näskänjärvi är en sjö i Finland. Den ligger i kommunen Ranua i landskapet Lappland, i den norra delen av landet, 700 km norr om huvudstaden Helsingfors. Näskäjärvi ligger 192,7 meter över havet. Arean är 5,48 kvadratkilometer och strandlinjen är 25,86 kilometer lång. Sjön  ingår i Kemi älvs huvudavrinningsområde. 